# Табор (Ленинградская область)
Табор — деревня в Толмачёвском городском поселении Лужского района Ленинградской области.

## История
ПАРЛОВО — усадьба владельческая при реке Ящерке, число дворов — 1, число жителей: 1 м п., 2 ж. п. (1862 год)

В 1885 году пустошь Парлово приобрёл купец 1-й гильдии Александр Семёнович Семёнов.
В 1887 году на землях пустоши он основал силикатный завод. Была построена усадьба, жилые дома для администрации и рабочих, а также постройки для скота, заводские и складские корпуса и мельница. На заводе работал один мастер и четверо рабочих. Этот усадебно-заводской комплекс А. С. Семенов назвал мыза Табор, ныне деревня Табор.
Согласно материалам по статистике народного хозяйства Лужского уезда 1891 года, усадьба Болоты и пустошь Парлово площадью 945 десятин принадлежали купцу А. С. Семёнову, они были приобретены им в 1885 году за 26 000 рублей.
В 1900 году, согласно «Памятной книжке Санкт-Петербургской губернии», пустошь Парлово площадью 228 десятин принадлежала действительному статскому советнику Вильгельму Николаевичу Бек-Гегарду.
По данным «Памятной книжки Санкт-Петербургской губернии» за 1905 год, посёлок Табор входил в Желецкое сельское общество Перечицкой волости 1-го земского участка 1-го стана Лужского уезда Санкт-Петербургской губернии, 1024 десятины земли в посёлке Табор принадлежали купцу Александру Семёновичу Семёнову.
По данным 1966 года в состав Толмачёвского сельсовета входило местечко Табор.
По данным 1973 и 1990 годов в состав Толмачёвского сельсовета входила деревня Табор.
В 1997 году в деревне Табор Толмачёвской волости проживали 11 человек, в 2002 году — 24 человека (русские — 96 %).
В 2007 году в деревне Табор Толмачёвского ГП вновь проживали 11 человек.

## География
Деревня расположена в центральной части района к западу от автодороги Р23 «Псков» (E 95, Санкт-Петербург — граница с Белоруссией).
Расстояние до административного центра поселения — 12 км.
Расстояние до ближайшей железнодорожной станции Толмачёво — 5 км.
Деревня находится на правом берегу реки Ящера.

## Демография
| 1862 | 1997 | 2007 | 2010 | 2017 |
| ---- | ---- | ---- | ---- | ---- |
| 3    | ↗11  | →11  | ↘10  | →10  |

## Улицы
Верхний Табор, Нижний Табор, Парковая, Полевая.